# تیواوره‌ها
تیواوره‌ها دسته ای از ترکیبات آلی گوگرددار با فرمول شیمیایی SC(NR۲)۲ هستند. ساده‌ترین عضو این دسته تیواوره با فرمول شیمیایی SC(NH۲)۲ است. گروه عاملی تیواوره دارای یک هسته CSN۲ با هندسه مولکولی مسطح است.

متیل‌تیوراسیل یک مشتق تیواوره است که به عنوان داروی ضد تیروئید مورد استفاده قرار می‌گیرد.